# Hipposideros cineraceus
Hipposideros cineraceus (Blyth, 1853) è un pipistrello della famiglia degli Ipposideridi diffuso nell'Ecozona orientale.

## Descrizione

### Dimensioni
Pipistrello di piccole dimensioni, con la lunghezza della testa e del corpo tra 33 e 42 mm, la lunghezza dell'avambraccio tra 33 e 36,3 mm, la lunghezza della coda tra 22 e 30 mm, la lunghezza del piede tra 6 e 7 mm, la lunghezza delle orecchie tra 18,5 e 21 mm e un peso fino a 5,5 g.

### Aspetto
Le parti dorsali variano dal bruno-giallastro al bruno-grigiastro, mentre le parti ventrali variano dal marrone chiaro al bianco-giallastro. Le orecchie sono grandi e arrotondate. La foglia nasale presenta una porzione anteriore semplice, un setto nasale vistosamente rigonfio e diviso in due lobi, una porzione intermedia con quattro masse ghiandolari scure e una porzione posteriore con tre setti che la dividono in quattro celle indistinte. Le membrane alari sono marroni. La coda è lunga e si estende leggermente oltre l'ampio uropatagio. 

### Ecolocazione
Emette ultrasuoni ad alto ciclo di lavoro sotto forma di impulsi a frequenza costante di 137–138 kHz.

## Biologia

### Comportamento
Si rifugia all'interno di grotte o cavità degli alberi dove forma colonie fino a diverse centinaia di individui, frequentemente insieme a Hipposideros ater.

### Alimentazione
Si nutre di insetti.

### Riproduzione
Danno alla luce un piccolo alla volta dopo una gestazione di 180 giorni.

## Distribuzione e habitat
Questa specie è diffusa nell Pakistan nord-orientale, stati indiani dell'Assam, Arunachal Pradesh, Haryana, Meghalaya, Mizoram, Tamil Nadu, Uttaranchal e West Bengal; Nepal, Myanmar, Laos, Thailandia, Vietnam, Penisola malese, Sumatra e Borneo settentrionale e centro-meridionale.
Vive nelle foreste fino a 1.480 metri di altitudine.

## Conservazione
La IUCN Red List, considerato il vasto areale, la popolazione presumibilmente numerosa e la presenza in diverse aree protette, classifica H.cineraceus come specie a rischio minimo (Least Concern)).